# Relações entre Estados Unidos e Panamá
As relações entre Estados Unidos e Panamá são as relações bilaterais entre os Estados Unidos e o Panamá.

## Histórico

### Independência do Panamá e intervenção dos Estados Unidos
Os Estados Unidos primeiro tentaram adquirir o controle de um canal no istmo panamenho através do Tratado Hay-Herran de 1903, mas o tratado não foi ratificado. Desesperados para construir um canal, os Estados Unidos viram o movimento separatista panamenho como uma oportunidade. Apesar do Tratado Mallarino-Bidlack de 1846, no qual os Estados Unidos poderiam intervir no caso de uma desordem entre o Panamá e a Colômbia em favor da Colômbia, os Estados Unidos impediram as forças colombianas de atravessar o istmo para cessar o levante panamenho. Em 4 de novembro de 1903, o apoio imediato dos Estados Unidos assegurou a declaração de independência do Panamá da Colômbia. Em troca, o Panamá assinou o Tratado Hay-Bunau-Varilla três semanas depois, concedendo os direitos soberanos aos estadunidenses sobre o canal interoceânico que seria construído ao longo da década seguinte.

### Relações durante o século XX
A evolução da relação entre o Panamá e os Estados Unidos seguiu o ideal de um projeto panamenho para a recuperação do território do Canal do Panamá, um projeto que se tornou público após os acontecimentos de 9 de janeiro de 1964. O dia é conhecido no Panamá como o Día de los Mártires, em que um motim sobre o direito de hastear a bandeira panamenha em uma escola americana ocorreu nas proximidades do Canal do Panamá
Nos anos seguintes, houve um longo processo de negociação com os Estados Unidos, que culminou com os Tratados Torrijos-Carter, nos quais a transferência do Canal do Panamá para o Panamá seria concluída em dezembro de 1999. O processo de transição, no entanto, seria dificultado pela existência de um regime militar de facto de Manuel Antonio Noriega no Panamá de 1982 a 1989.
Os Tratados do Canal do Panamá de 1977 entraram em vigor em 1 de outubro de 1979. Eles substituíram o Tratado de Hay-Bunau-Varilla de 1903 entre os Estados Unidos e o Panamá (modificado em 1936 e 1955) e todos os outros acordos entre os Estados Unidos e Panamá relativos ao Canal do Panamá, que estavam em vigor naquela data. Os tratados compreendem um tratado básico que regula a operação e a defesa do Canal de 1 de outubro de 1979 a 31 de dezembro de 1999 (Tratado do Canal do Panamá) e um tratado que garanta a neutralidade permanente do Canal (Tratado de Neutralidade).
Os detalhes dos arranjos para a operação e a defesa estadunidense do Canal sob o Tratado do Canal do Panamá foram enunciados em acordos de implementação separados. A Zona do Canal e seu governo deixaram de existir quando os tratados entraram em vigor e o Panamá assumiu a jurisdição completa sobre os territórios e as funções da Zona do Canal, processo que foi finalizado em 31 de dezembro de 1999.

#### Invasão dos Estados Unidos ao Panamá
Em 20 de dezembro de 1989, para prender Manuel Noriega, os Estados Unidos invadiram o Panamá. A intervenção militar ajudou a empossar os vencedores das eleições de maio de 1989, o presidente Guillermo Endara.